# Губернатор Эрнани Сатиру (стадион)
Губернатор Эрнани Сатиру (порт. Estádio Governador Ernani Sátyro) — стадион в Кампина-Гранди.
Стадион построен в 1974-1975 гг и назван в честь тогдашнего губернатора Параибы Эрнани Сатиру. В обиходе между болельщиками часто используется название Амиган (порт. O Amigão, «Дружище, приятель»), так как Сатиру называл свой электорат «старыми друзьями».
Стадион имеет легкоатлетические дорожки и вмещает сегодня 25770 зрителей.
Первый матч состоялся 8 марта 1975 года, когда «Кампиненсе» принимал «Ботафого» из Рио-де-Жанейро. Встреча завершилась нулевой ничьей.
Рекорд посещаемости (42149 зрителей) зафиксирован 7 февраля 1982 года, когда «Трези» проиграл «Фламенго» со счётом 1:3.
Сегодня стадион является домашней ареной для футбольных клубов «Кампиненсе» и «Перилима». «Трези» же, опустившийся до лиги D чемпионата Бразилии, проводит здесь лишь наиболее важные матчи.